# Juan van Halen y Sarti
Juan van Halen y Sarti (Cadis, 1788 - 1864) fou un militar castellà d'origen neerlandès.

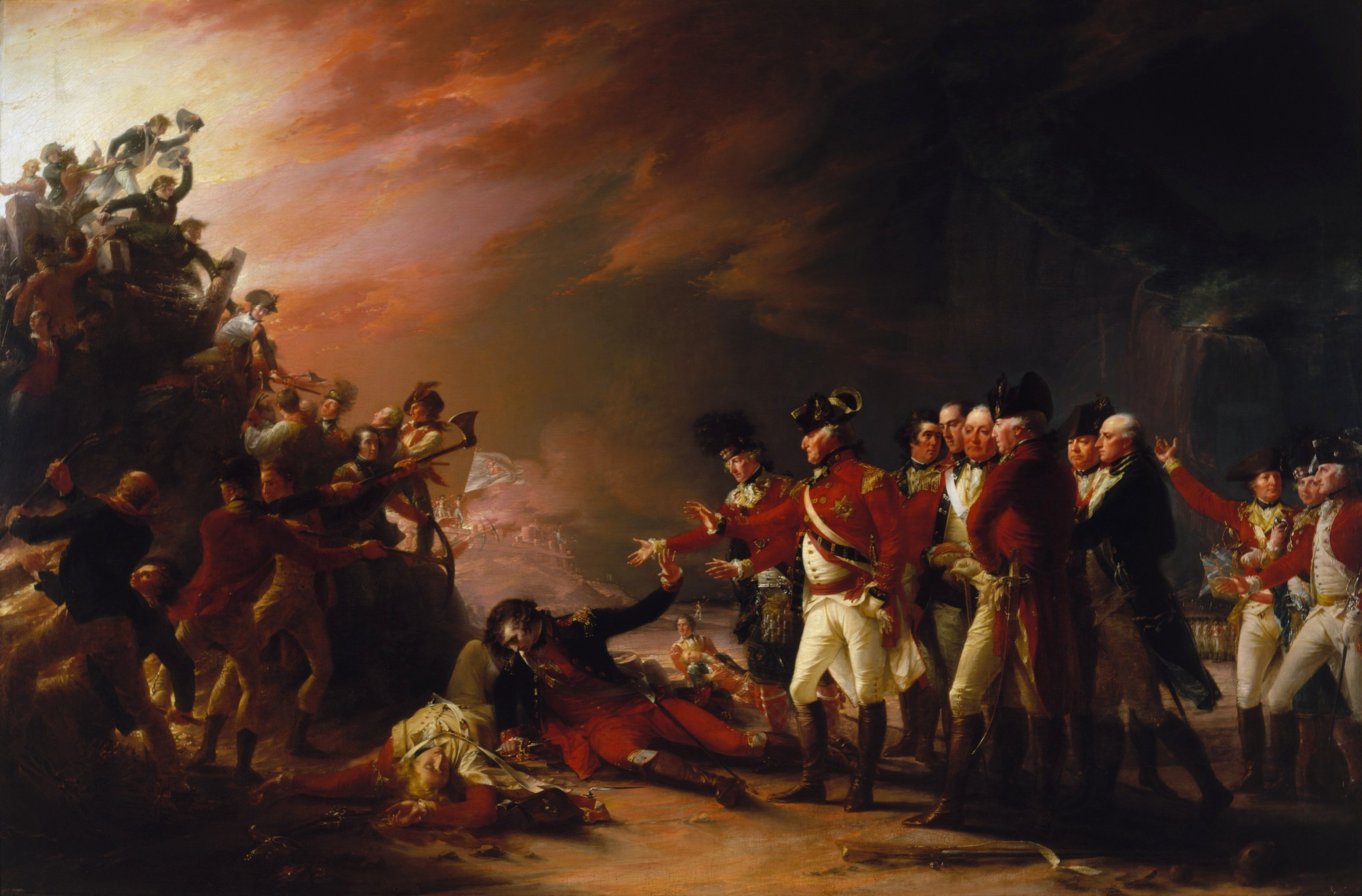
Lluita per la Roca, que fou una font de conflictes en els temps de Juan van Halen

Es va formar a l'Escola dels Nobles i a l'Escola de les Pàgines de Sa Majestat, coincidint allà el 1800 amb els alts oficials liberals i maçons Francesc i Mariano de Unzaga Saint Maxent, amb José María Torrijos o amb le comte de Montijo.
Lluità a la batalla de Trafalgar el 1805 i a Martinica el 1806. Entre 1808-14, milità alternativament en contra i a favor de Napoleó Bonaparte. Detingut per liberal pel govern de Ferran VII, fugí a Rússia, on serví en l'exèrcit del tsar al Caucas. Tornà a Castella durant el Trienni Liberal i el 1822 lluità contra els absolutistes al Vendrell. Amb la reacció absolutista fugí a Cuba, des d'on passà als Estats Units i el 1826 a Bèlgica; prengué part en l'alçament del 1830 contra els neerlandesos i fou tinent general de l'exèrcit belga i governador de Brabant Meridional. El 1835 passà al servei d'Isabel II d'Espanya i lluità contra els carlins. Es distingí amb el seu germà, Antonio van Halen y Sarti en els fets de Peracamps, on fou ferit. Ascendit a mariscal de camp, es retirà i es dedicà a viatjar.
Les seves tropes van dur a terme el bombardeig de la ciutat de Barcelona el 1842.